# Decesul și funeraliile de stat ale Elisabetei a II-a a Regatului Unit
La 8 septembrie 2022, Elisabeta a II-a, regina Regatului Unit, cel mai longeviv monarh britanic, a murit la vârsta de 96 de ani la Castelul Balmoral din Scoția. Decesul ei a fost anunțat la ora 18:30 BST, urmată de reacții din partea liderilor din întreaga lume. A fost succedată la tron de fiul ei cel mare, Charles al III-lea.
Decesul reginei a pus în mișcare Operațiunea London Bridge, o colecție de planuri, inclusiv aranjamentele pentru înmormântarea ei, și Operațiunea Unicorn, care a stabilit protocoale pentru moartea reginei care a avut loc în Scoția. S-a stabilit o perioadă de doliu național de 10 zile în Regatul Unit. O slujbă de înmormântare de stat va avea loc la Westminster Abbey la 19 septembrie 2022 la ora 11:00 BST, urmată de o slujbă de înmormântare mai târziu în aceeași zi la Capela Sf. George de la Castelul Windsor.

## Cronologie

### 8 septembrie

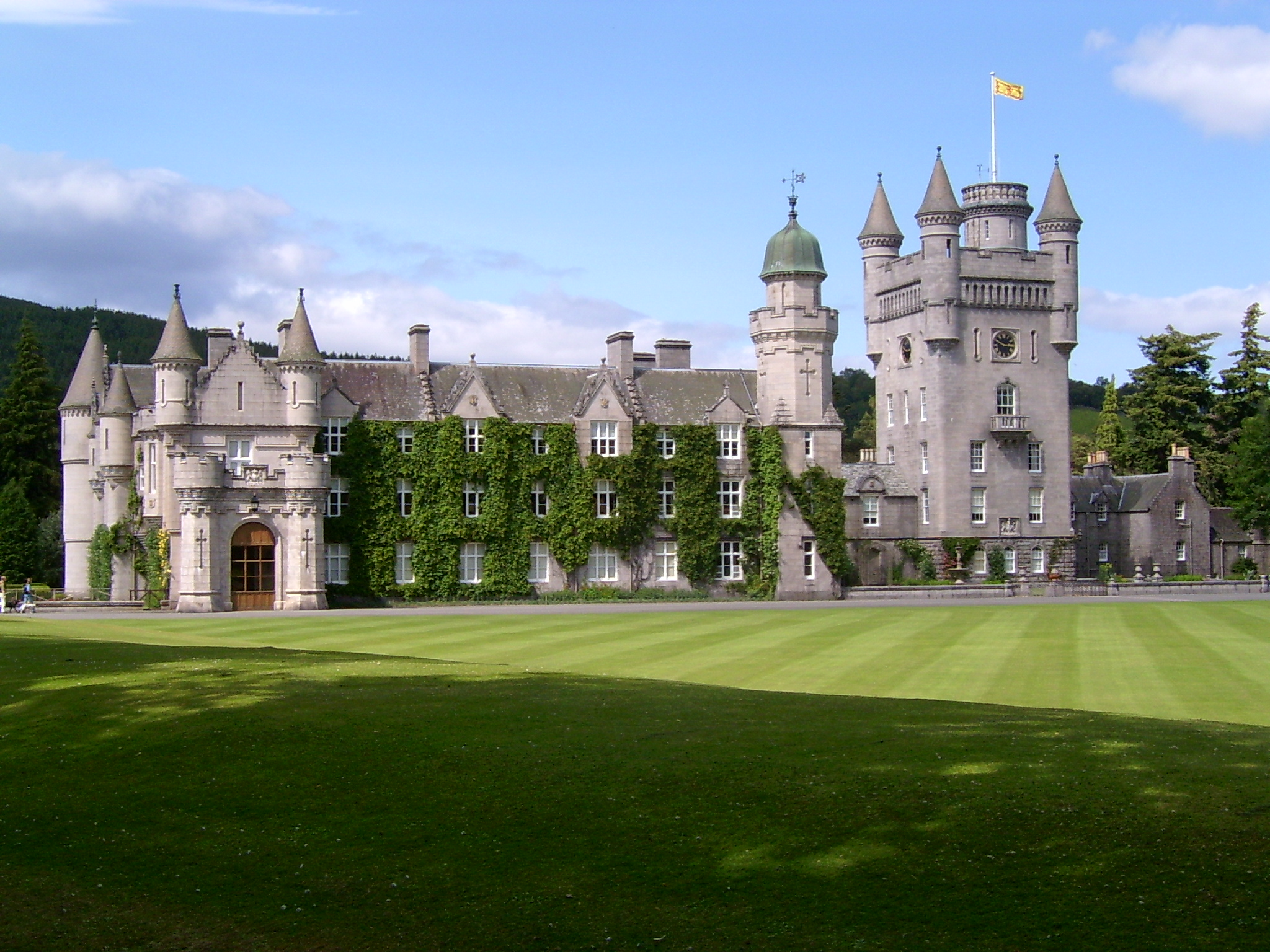
Castelul Balmoral, locul unde regina a murit.

La 06:50 BST, elicopterul reginei a părăsit Castelul Windsor spre Scoția pentru a-l transporta pe Prințul Charles de la Dumfries House la Castelul Balmoral. La 10:30, a ajuns la castel. Prințesa Anne stătea deja la Balmoral. Camilla, ducesă de Cornwall, a călătorit și ea la Balmoral, deși nu este clar dacă și-a însoțit soțul sau a călătorit singură. Prim-ministrul Liz Truss a fost informat dimineața de către secretarul de cabinet că regina este grav bolnavă.
La ora 12:30, Palatul Buckingham a anunțat public că regina se află „sub supraveghere medicală” la Castelul Balmoral, după ce medicii și-au exprimat îngrijorarea cu privire la sănătatea ei. Declarația spunea: „În urma unei evaluări suplimentare în această dimineață, medicii reginei sunt îngrijorați de sănătatea Majestății Sale și i-au recomandat să rămână sub supraveghere medicală. Regina rămâne tihnită și la Balmoral”.
Prințul William, Prințul Andrew, Prințul Edward și soția sa Contesa de Wessex și Prințul Harry au anunțat că vor călători la Balmoral, în timp ce Ducesa de Cambridge și Ducesa de Sussex au rămas la Windsor și, respectiv, Londra. La 12:40, BBC, radiodifuzorul național al Regatului Unit, a renunțat la programul obișnuit de la BBC One pentru a acoperi continuu noutăți despre starea reginei, toți jurnaliștii și radiodifuzorii de știri BBC fiind îmbrăcați în negru după-amiază. Rapoarte speciale despre starea ei au fost difuzate și pe alte canale de televiziune principale din Marea Britanie, inclusiv ITV, Channel 4 și Channel 5.  La ora 14:30, prințul William, prințul Andrew, prințul Edward și contesa de Wessex au plecat din RAF Northolt spre aeroportul Aberdeen.
Până la ora 16:30, regina murise. Primul ministru a fost informat cu privire la moartea reginei. Treizeci de minute mai târziu, Prințul William, Prințul Andrew, Prințul Edward și Contesa de Wessex au sosit la Balmoral. Moartea reginei a fost anunțată public două ore mai târziu, la 18:30. Familia regală a anunțat decesul pe Twitter cu următoarea declarație:
„Regina a murit în liniște la Balmoral în această după-amiază. Regele și Regina consoartă vor rămâne la Balmoral în această seară și vor reveni la Londra mâine.”

Anunțurile de la televiziunea britanică cu privire la moartea reginei au început la ora 18:31 și au inclus declarația menționată mai sus, citită literal de prezentatorul de știri Huw Edwards în timpul unei transmisii în direct pe canalul BBC News și BBC One. Trei minute mai târziu, Edwards a repetat declarația pe toate canalele de televiziune BBC (cu excepția BBC Three și Four, care nu difuzau în acel moment și aveau programe suspendate după anunțarea morții. Se estimează că cel puțin 16 milioane de oameni din Regatul Unit ar fi putut urmări anunțul morții în acel moment. În conformitate cu protocolul implementat după moartea Dianei, Prințesă de Wales, steagul Uniunii la Palatul Buckingham a fost coborât în bernă. Deoarece noul monarh se afla deja la Castelul Balmoral când a devenit rege, steagul regal al Regatului Unit a fost coborât și ridicat din nou la castel. Steagul regal al Scoției a fost coborât în bernă la Palatul Holyroodhouse, și, de asemenea, steagul galez la Castelul Cardiff. Mulțimi uriașe s-au adunat în afara reședințelor regale pentru a o plânge pe regină.
La ora 20:00, prințul Harry, care călătorise singur și plecase mai târziu decât ceilalți membri ai familiei, a ajuns la Balmoral.

### 9 septembrie

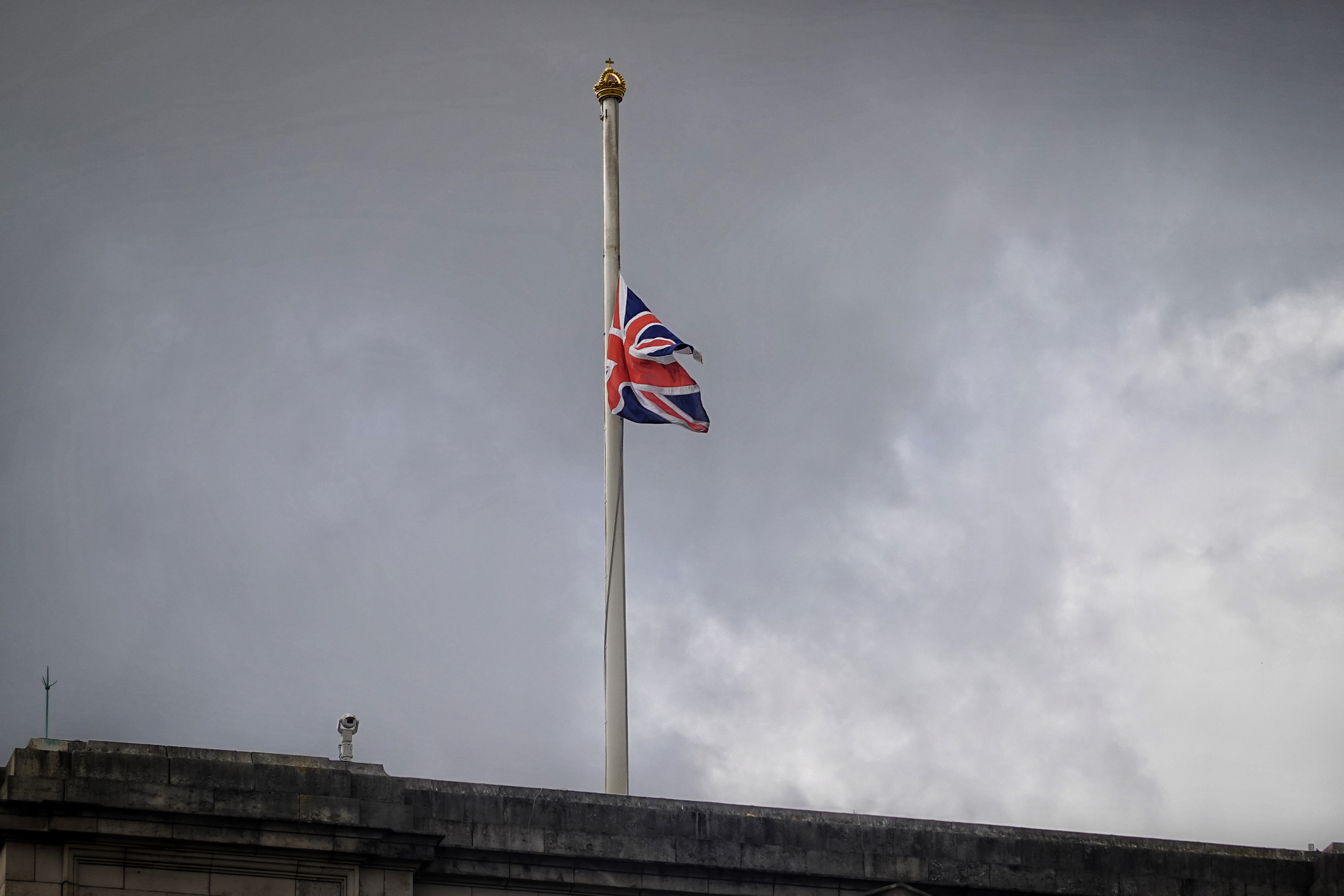
Steagul coborât în bernă la Palatul Buckingham

Regele Charles al III-lea și regina Camilla au călătorit de la Balmoral la Palatul Buckingham, unde au salutat mulțimea îndoliată aflată în fața porților palatului. Regele a ținut apoi o audiență în persoană cu prim-ministrul înainte de a-i aduce un omagiu mamei sale într-un mesaj difuzat public. La Palatul Westminster, parlamentarii s-au adunat pentru a citi mesajele de condoleanțe și omagii.
În prima adresare a lui Charles în calitate de rege, el a declarat o perioadă de doliu care se așteaptă să dureze și să fie respectată de familia regală și membrii casei regale până la șapte zile după înmormântarea de stat a reginei din 19 septembrie. S-a ordonat ca toate steagurile de la reședințele regale să fie coborâte în bernă, cu excepția steagului regal care, în conformitate cu protocolul de lungă durată va continua să fie ridicat la reședința unde se află actualul monarh. Toate reședințele regale vor fi închise publicului până după ce are loc înmormântarea de stat. 96 de salve de tun au fost trase în Hyde Park, câte una pentru fiecare an din viața reginei. O carte de condoleanțe online a fost creată pe site-ul regal.
 Clopotele au sunat la Westminster Abbey, la Catedrala Sf. Paul și la alte biserici din Marea Britanie. La Castelul Windsor, clopotul Sebastopol, care bate doar pentru a marca moartea unor membri ai familiei regale, a sunat de 96 de ori, o dată pe minut, de la 12:00 până la 13:35, marcând cei 96 de ani din viața reginei.
La Catedrala Sf. Paul, la ora 18:00 a avut loc o slujbă de rugăciune și doliu, fiind prezenți politicieni de rang înalt și 2.000 de membri ai publicului. Ceremonia a marcat prima interpretare oficială a „God Save the King” sub domnia lui Charles.

### 10 septembrie

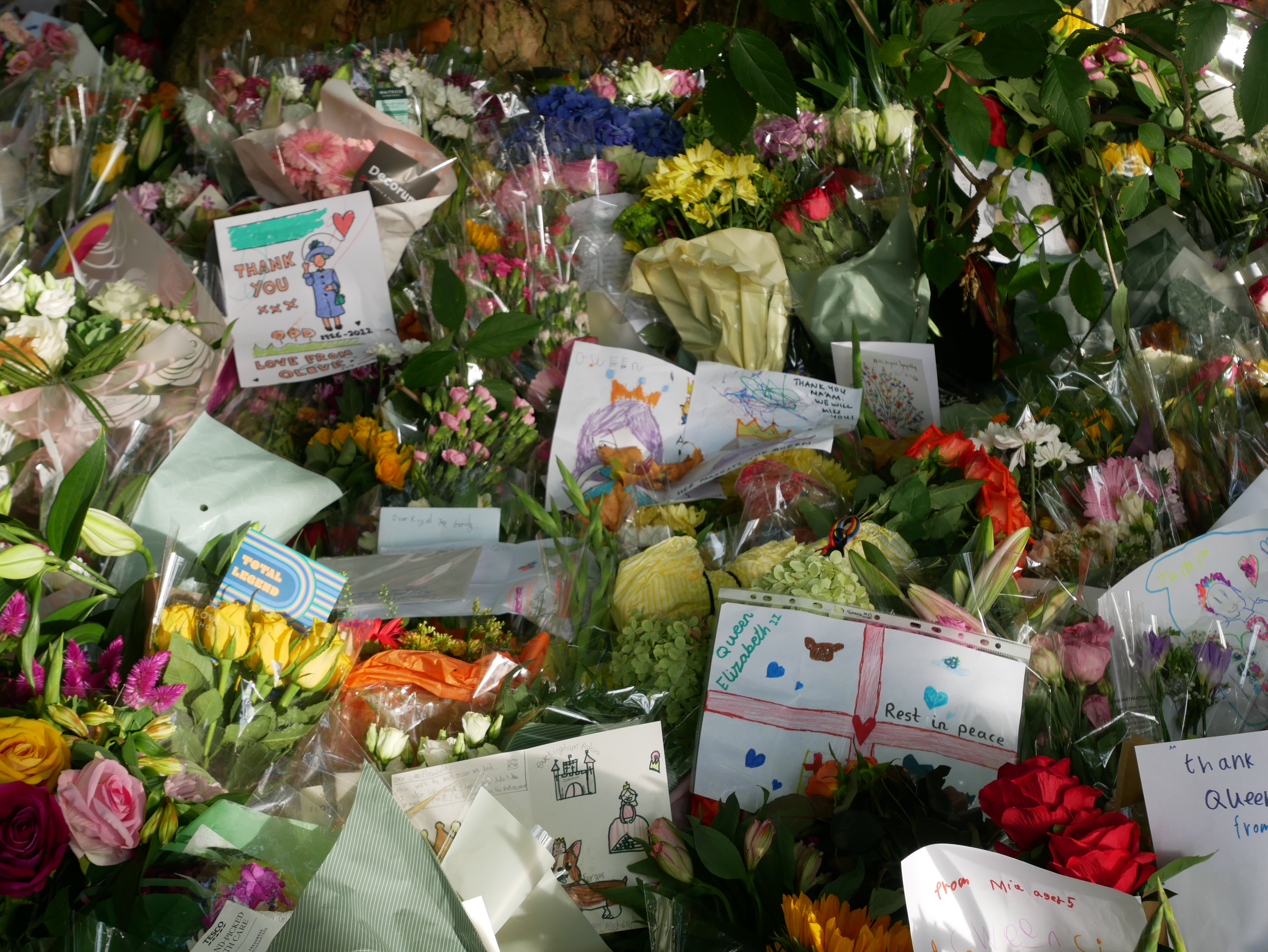
Omagii pentru regină: flori, desene, mesaje

La ora 11:00, 21 de salve de tun trase la Turnul Londrei, Castelul Cardiff, Castelul Edinburgh, Castelul Cornet, Gibraltar și bazele și stațiile navale de pe mare au marcat proclamarea ascensiunii pe tron a regelui Charles al III-lea. După ceremonia de proclamare, regele a salutat mulțimile în afara Palatului Buckingham. Drumurile majore din Edinburgh au fost închise pentru ca sicriul reginei să călătorească de la Balmoral la Palatul Holyroodhouse, după care sicriul a fost mutat la Catedrala St Giles pentru ca publicul să-și poată aduce omagiul. Consiliul orașului Edinburgh a fost responsabil pentru organizarea evenimentului, în colaborare cu guvernul scoțian și cu poliția din Scoția.  Cei trei copii mai mici ai Reginei, Prințesa Anne și soțul ei Sir Timothy Laurence, Prințul Andrew și Prințul Edward și soția sa, Contesa de Wessex, împreună cu cinci dintre nepoții ei Peter Phillips, Zara Tindall, Prințesa Beatrice, Prințesa Eugenie și Lady Louise Windsor, au participat la o slujbă la Crathie Kirk și s-au uitat la tributurile florale de la porțile Castelului Balmoral. Fiii regelui, Prințul William și Prințul Harry, împreună cu soțiile lor, Prințesa de Wales și Ducesa de Sussex, au văzut tributuri florale de la porțile Castelului Windsor.
Înalți parlamentari, inclusiv prim-ministrul Liz Truss, au depus un jurământ de credință lui Charles al III-lea într-o sesiune specială a Parlamentului. Palatul Buckingham a anunțat că înmormântarea de stat a Elisabetei va avea loc pe 19 septembrie. Guvernul Regatului Unit a anunțat ulterior că 19 septembrie va fi zi liberă. Regele s-a întâlnit apoi cu prim-ministrul pentru a doua oară și a avut audiențe cu membrii cabinetului său. De asemenea, s-a întâlnit cu liderii partidelor de opoziție.

### 11 septembrie

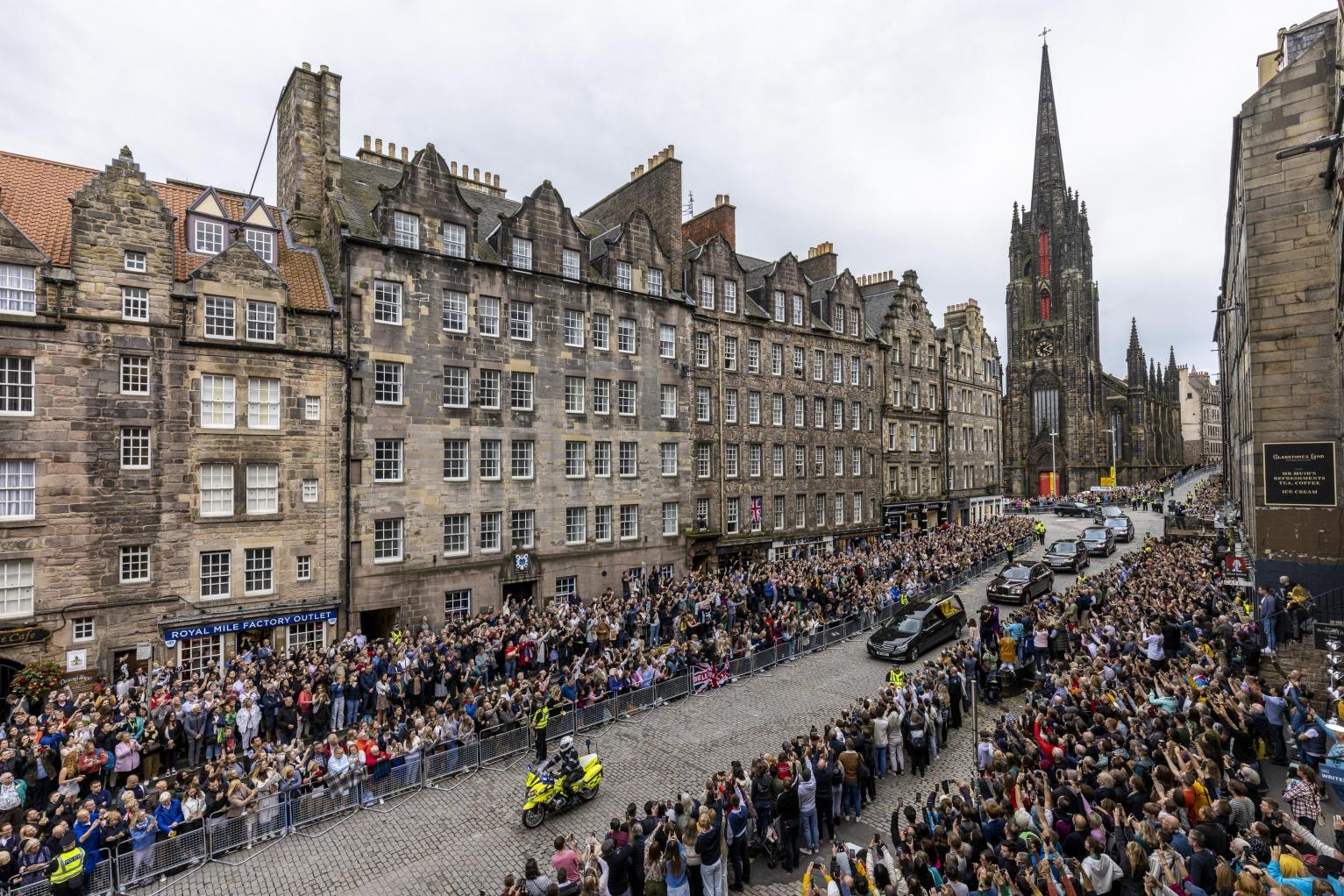
Mulțimi de oameni adunate de-a lungul Royal Mile din Edinburgh, în timp ce sicriul reginei este în tranzit către Palatul Holyrood

La 11 septembrie, la ora 10:06, sicriul reginei, drapat cu versiunea scoțiană a steagului regal al Regatului Unit și cu o coroană de flori așezată deasupra constând din florile preferate ale reginei: brumărele, dalii, flori de mazăre, calluna și limonium, toate albe, culese din grădinile castelului, a părăsit Castelul Balmoral cu un cortegiu către Sala Tronului de la Palatul Holyroodhouse din Edinburgh, unde a rămas până în după-amiaza zilei de 12 septembrie. Cortegiul, din care au făcut parte Prințesa Anne și soțul ei Sir Timothy Laurence, a durat puțin peste șase ore, în timp ce sicriul a călătorit 175 de mile înainte de a ajunge la Palatul Holyrood la 16:23, unde Prințul Andrew, Prințul Edward și Contesa de Wessex îi așteptau. A trecut pe lângă clădiri și locuri care aveau o legătură personală cu regina, inclusiv Crathie Kirk, Podul Regele George VI și Queensferry Crossing. Oamenii s-au aliniat pe traseul cortegiului pentru a-și aduce omagiile. La un moment dat, fermierii din Aberdeenshire și-au parcat tractoarele de-a lungul drumului pentru a imita o gardă de onoare.
BBC One a început să se întoarcă la programul obișnuit, dedicându-și programele unei acoperiri constante de știri de la moartea reginei. ITV, Channel 4 și Sky au reluat difuzarea reclamelor, care nu fuseseră afișate de când a fost anunțată moartea reginei.

### 12 septembrie

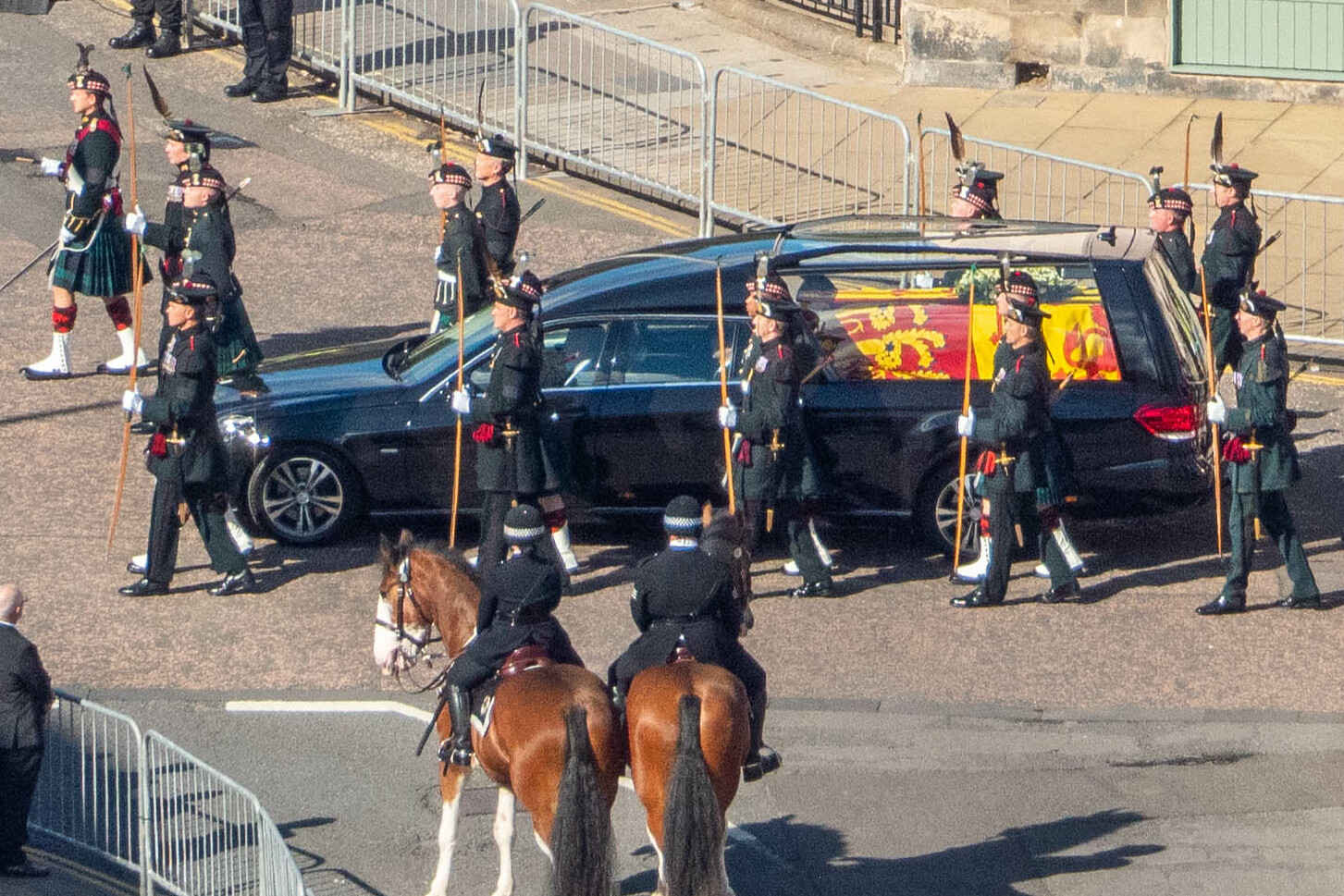
Sicriul Reginei Elisabeta a II-a părăsește Palatul Holyroodhouse

Regele și Regina consort au călătorit la Westminster Hall pentru a primi condoleanțe de la Camera Comunelor și Camera Lorzilor. Regele a ținut un discurs în ambele camere, la care au participat 900 de parlamentari. Apoi, el și regina consort au călătorit la Edinburgh cu avionul. La Palatul Holyroodhouse, ei au salutat publicul și au văzut omagiile florale. Regele a inspectat apoi Garda de Onoare din Regimentul Regal al Scoției și a urmat Ceremonia Cheilor.
O procesiune a dus sicriul reginei la Catedrala St Giles. A fost drapat cu steagul regal folosit în Scoția, cu o coroană de flori așezată deasupra constând din trandafiri, frezii, crizanteme, erică uscată (de la Balmoral), ciul, frunze, rozmarin, hebe și pittosporum, toate albe. Regele, Prințesa Anne, Sir Timothy Laurence, Prințul Andrew și Prințul Edward au luat parte la procesiunea pe jos de-a lungul succesiunii de străzi numite Royal Mile. Regina consort și contesa de Wessex au urmat îndeaproape procesiunea din mașină. Prințul Andrew, care era singurul membru al familiei regale în procesiune fără uniformă militară, a fost agresat verbal de un bărbat care l-a numit „bătrân bolnav”. Protestatarul a fost reținut de poliție pentru încălcarea liniștii și ulterior acuzat. Salve de tun au fost trase  de la Castelul Edinburgh la fiecare minut în timpul procesiunii și s-au oprit când mașina funerară s-a oprit în fața catedralei.
Regele, Regina consort, Prințesa Anne, Sir Timothy Laurence, Prințul Andrew, Prințul Edward, Contesa de Wessex, prieteni, politicieni și reprezentanți ai organizațiilor scoțiene caritabile ale Reginei au participat la o slujbă de mulțumire la Catedrala St Giles pentru a sărbători viața reginei și a evidenția asocierea ei cu Scoția. Înainte de începerea slujbei, Ducele de Hamilton a pus Coroana Scoției deasupra sicriului.
La Holyroodhouse, regele a avut o audiență cu primul ministru al Scoției și cu președintele Parlamentului scoțian. Regele și Regina consort au vizitat Parlamentul Scoțian unde au primit condoleanțe. Împreună cu membrii Parlamentului, ei au păstrat o tăcere de două minute. Sicriul Reginei a stat în catedrală timp de 24 de ore, păzit în mod constant de Compania Regală a Arcașilor, permițând scoțienilor să-și aducă omagiul. Aproximativ 33.000 de oameni au trecut pe lângă sicriu.Seara, Regele, Prințesa Ana, Prințul Andrew și Prințul Edward au ținut un priveghi la catedrală, un obicei cunoscut sub numele de Priveghiul Prinților; Prințesa Anne a fost prima femeie care a participat.
Membrii Adunării Legislative a Irlandei de Nord au adus un omagiu Reginei.

### 13 septembrie

Omagiu adus reginei de către un artist stradal.

Regele și Regina consort au călătorit la Belfast, au vizitat Royal Hillsborough, unde s-au întâlnit cu publicul pe strada principală. Apoi au călătorit la Castelul Hillsborough. Ei au văzut o expoziție care evidențiază asocierea Reginei cu Irlanda de Nord. De asemenea, s-au întâlnit publicul și au văzut omagiile florale depuse la porțile castelului Hillsborough. După o scurtă recepție la Hillsborough și inspectarea trupelor la castel, Regele și Regina consort s-au întâlnit cu lideri religioși majori din Irlanda de Nord și au călătorit la Catedrala Sf. Ana înainte de a părăsi Belfast pentru Londra.
La slujba de reflecție de la Catedrala Sf. Ana, arhiepiscopul de Armagh John McDowell, șeful Bisericii Irlandei, a adus un omagiu Reginei pentru eforturile sale de a aduce pacea în Irlanda. O delegație Sinn Féin a fost prezentă la catedrală, deși partidul republican irlandez a anunțat că nu va participa la nici un eveniment care să marcheze accesiunea lui Charles al III-lea. La slujbă au participat și prim-ministrul Liz Truss, președintele Irlandei Michael Higgins, și prim-ministrul Irlandei Micheál Martin. La sfârșitul slujbei, Regele și Regina consort s-au întâlnit cu publicul în Piața Scriitorilor.
Sicriul Reginei a fost dus cu mașina funerară de la catedrală la aeroportul din Edinburgh, în timp ce mii de oameni s-au aliniau pe străzi. Sicriul a fost transportat la bordul unui Royal Air Force C-17 Globemaster al RAF Northolt, însoțit de Prințesa Anne și de soțul ei, Sir Timothy Laurence. După ce a părăsit Edinburgh, dar înainte de a ajunge la Londra, versiunea scoțiană a steagului regal care drapea sicriul a fost înlocuită cu steagul regal tradițional, care este folosit în restul Regatului Unit. La Londra, oamenii s-au aliniat pe străzi în timp ce cortegiul se îndrepta spre palat. Sicriul a fost apoi plasat în Sala Bow de la Palatul Buckingham în prezența copiilor și nepoților ei împreună cu soții lor.

### 14 septembrie

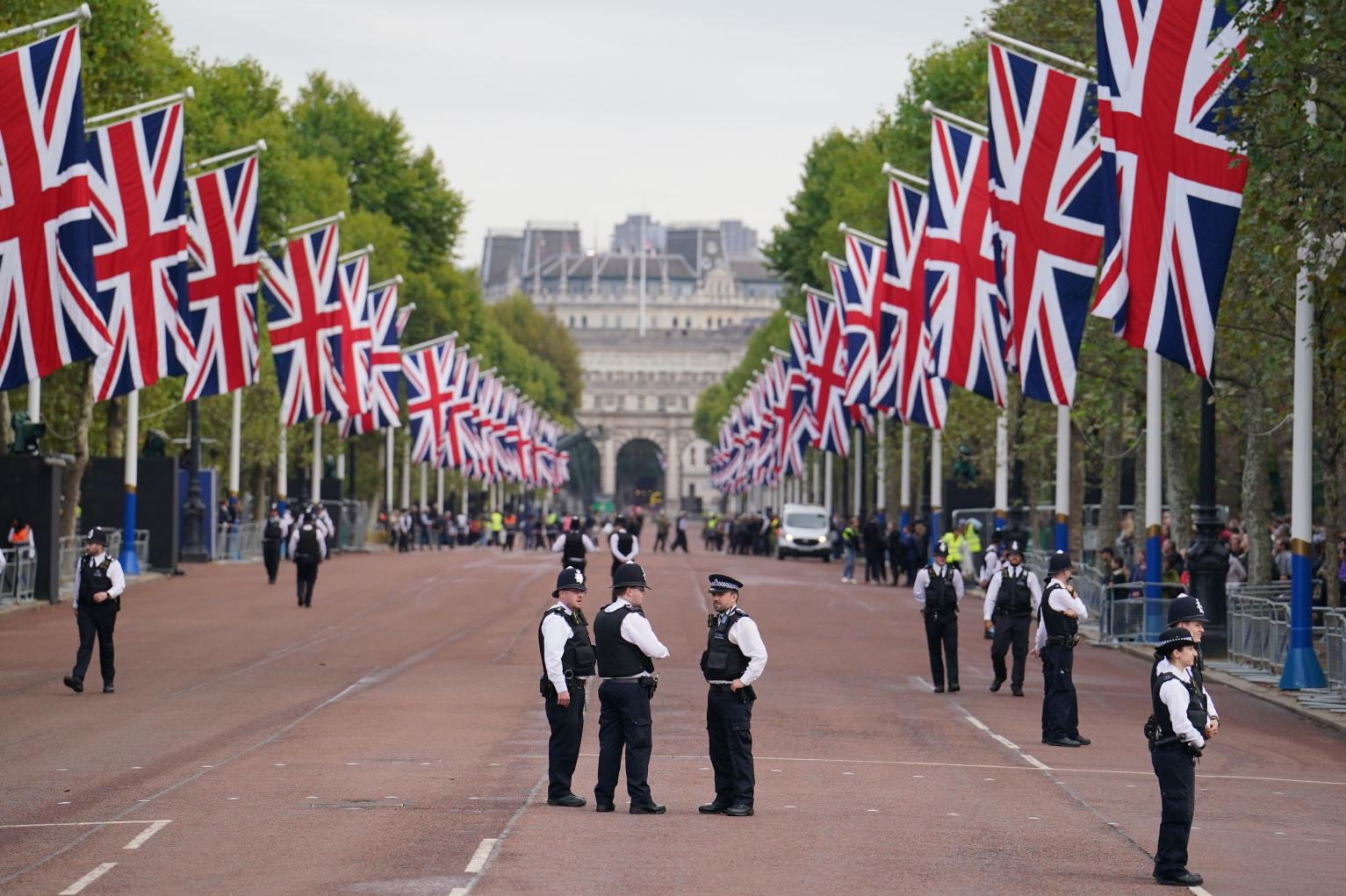
Pregătiri pentru procesiunea de la Palatul Buckingham la Westminster Hall

La 14 septembrie, sicriul reginei, împodobit cu Coroana Statului Imperial și o coroană de trandafiri, dalii, și o selecție de frunziș (inclusiv pin de la Balmoral, pittosporum, lavandă și rozmarin de la Windsor) toate albe, a fost dus de la Palatul Buckingham la Westminster Hall într-o procesiune militară la care au participat Regele, Prințesa Regală, Ducele de York, Contele de Wessex, Prințul de Wales, Ducele de Sussex, Peter Phillips, Contele de Snowdon, Ducele de Gloucester și Sir Timothy Laurence. Ca membri ai familiei regale care nu sunt activi public, Ducele de York și Ducele de Sussex nu au purtat uniforme militare pentru această ocazie. Regina consort, Prințesa de Wales, Contesa de Wessex și Ducesa de Sussex au plecat de la Palatul Buckingham în două mașini separate. Lor li s-au alăturat ulterior Ducele de Kent și Prințul Michael de Kent. Trupele militare au cântat piese de Ludwig van Beethoven, Felix Mendelssohn și Frederic Chopin, în timp ce bătăile de tobe au însoțit marșul, care a fost coregrafiat la 75 de pași pe minut. Big Ben a sunat la fiecare minut pe măsură ce procesiunea continua și tunurile erau trase din Hyde Park.
Membrii celor trei forțe armate au format o gardă de onoare pentru a primi sicriul în Piața Parlamentului. După ce a sosit sicriul, soldații de la Compania Reginei Batalionul 1 de Gărzi de Grenadier au plasat sicriul pe un catafalc. Arhiepiscopul de Canterbury și decanul de Westminster au ținut o slujbă în prezența regelui și a membrilor familiei regale. Regina urmează să stea la Westminster Hall până în dimineața înmormântării ei. În tot acest timp, publicul va putea să treacă pentru a-și aduce omagiul. Pe lângă Coroana Imperială a Statului, pe sicriu au fost plasate globul purtător de cruce a suveranului și sceptrul cu cruce al suveranului.

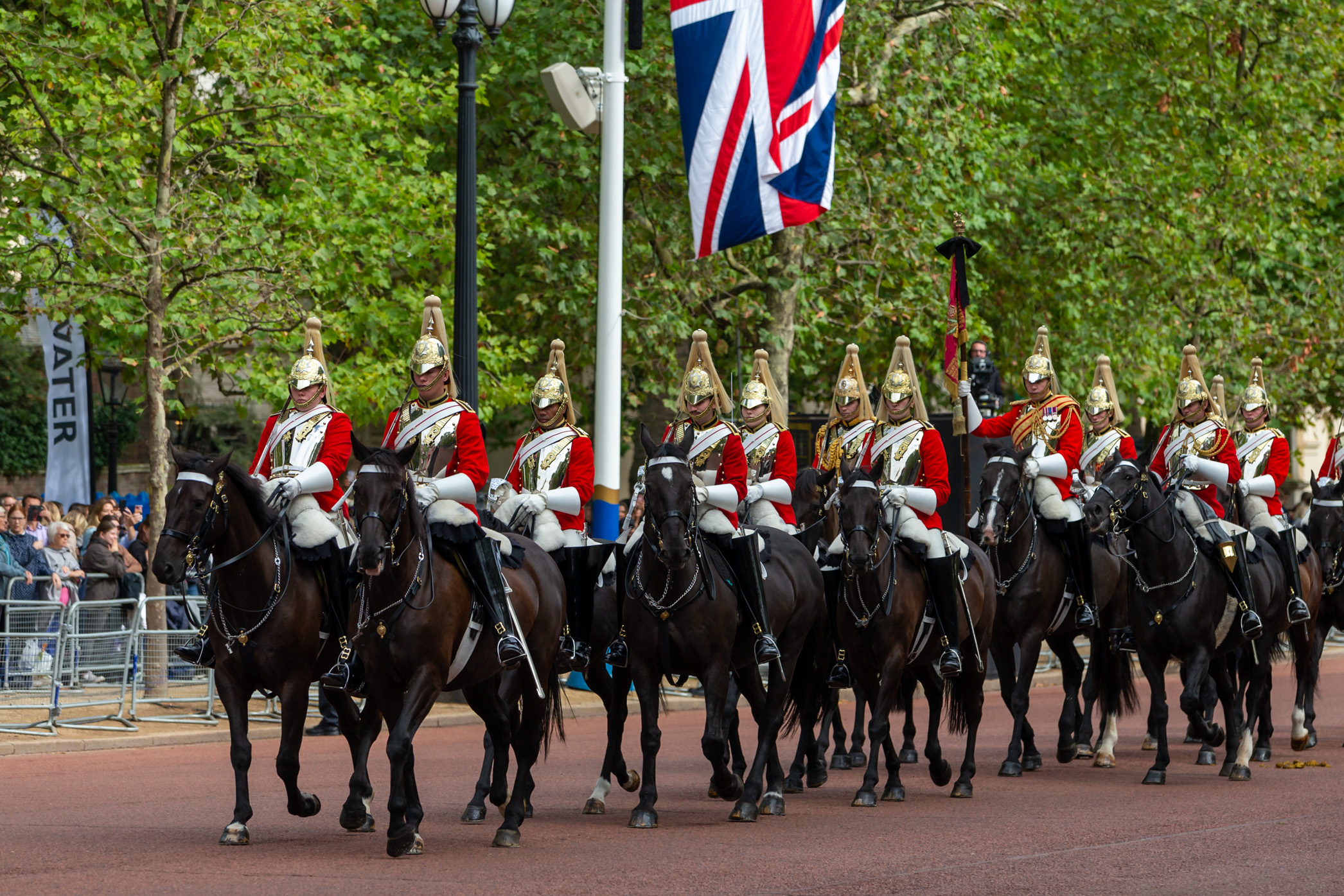
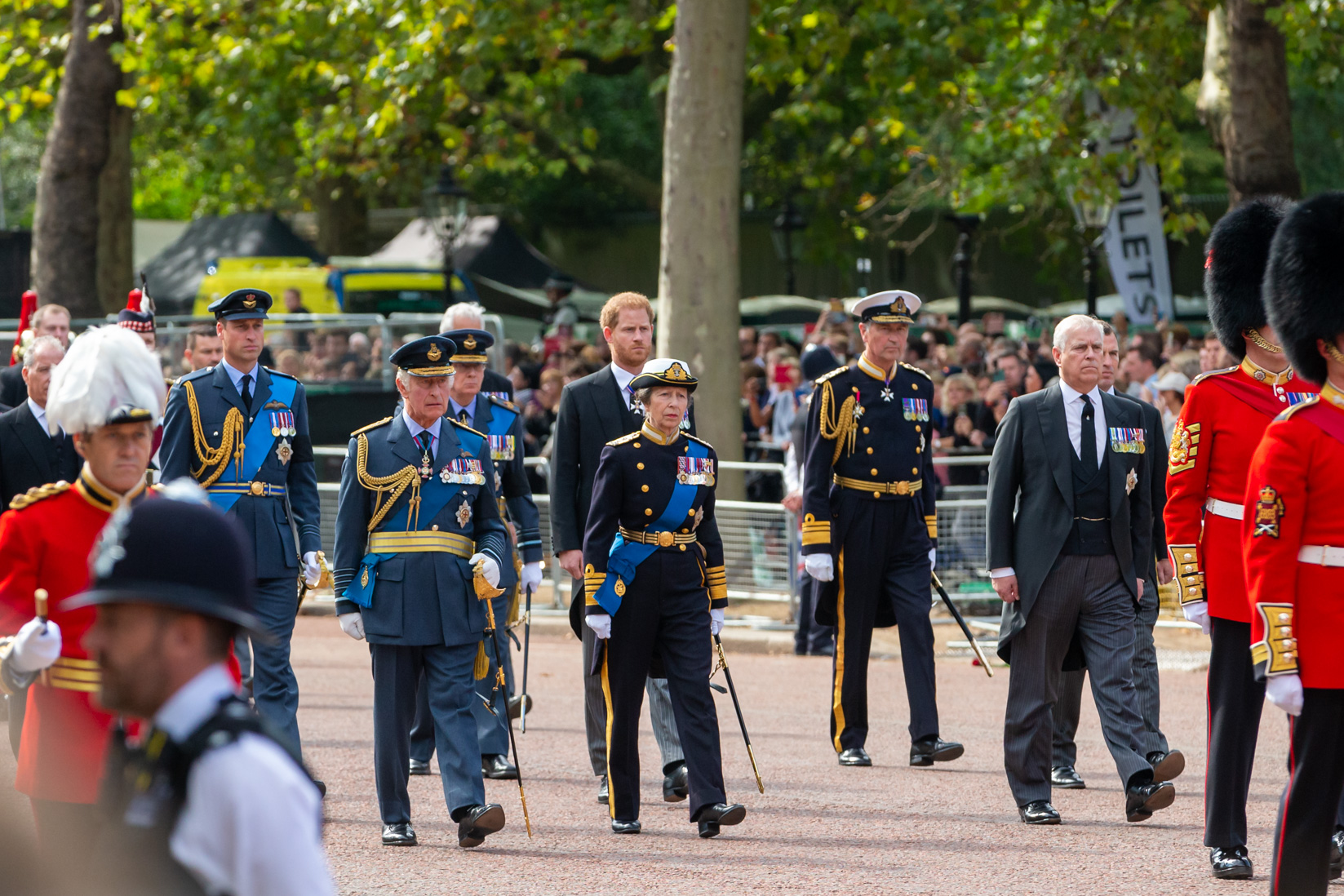
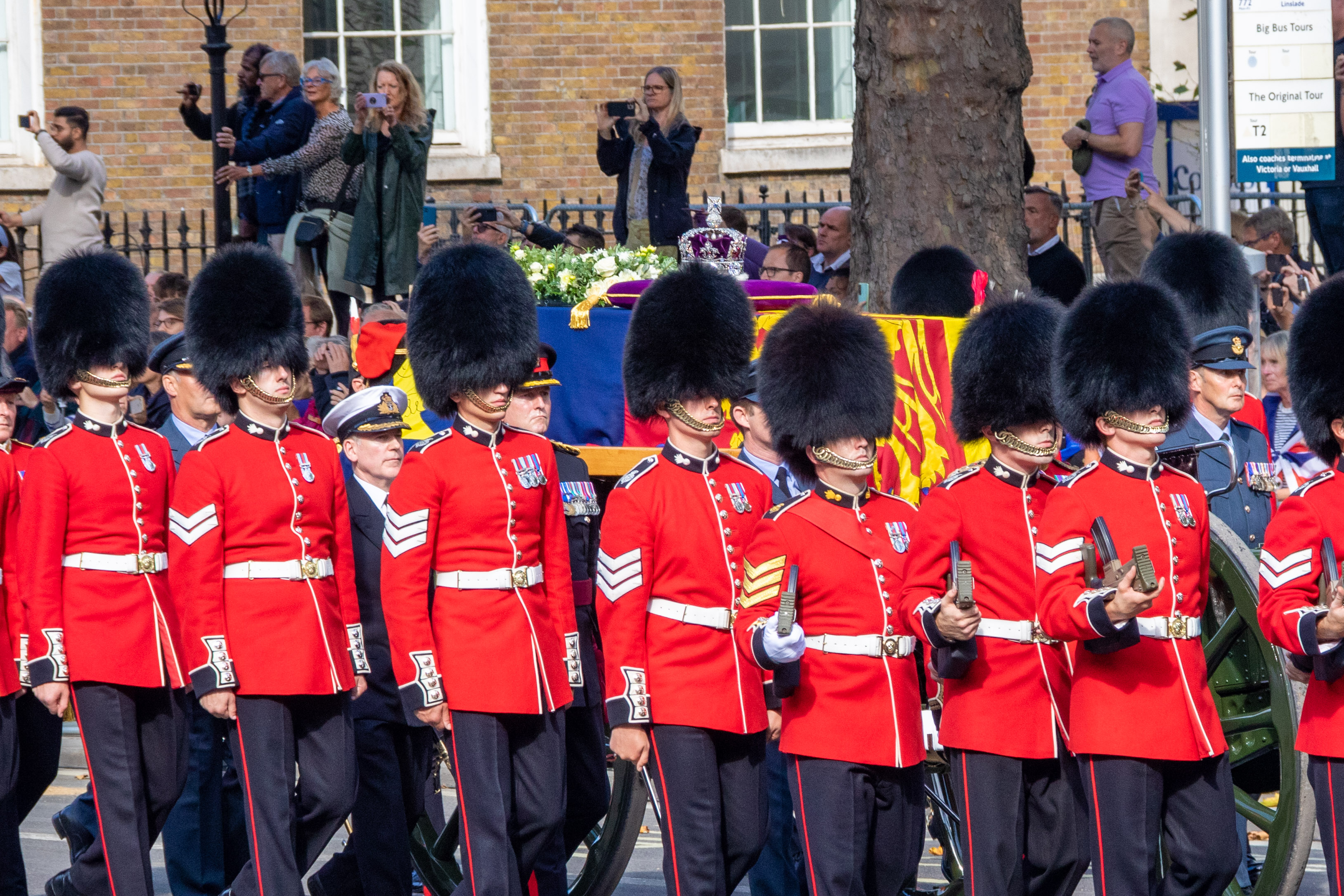

### 15 septembrie
La 15 septembrie, Prințul și Prințesa de Wales au călătorit în Norfolk pentru a vedea omagiile de la porțile Casei Sandringham și pentru a se întâlni cu publicul. Contele și Contesa de Wessex au făcut același lucru în Piața Sf. Ana, Biblioteca Centrală din Manchester și Catedrala din Manchester, în timp ce Prințesa Regală și Sir Timothy Laurence au văzut omagiile la Camerele orașului Glasgow și s-au întâlnit cu publicul în Piața George.
Regele și Regina consort și-au petrecut ziua în Highgrove House și, respectiv, în Ray Mill House.

### 16 septembrie
Pe 16 septembrie, regele și regina consort au vizitat Țara Galilor, încheind turneul lor prin cele patru națiuni ale Regatului Unit. Mulțimi de oameni erau la porțile castelului  Cardiff, și a avut loc un protest tăcut a 100 de oameni împotriva monarhiei, organizat de sindicate și militanti pentru egalitate.
Cuplul regal a început prin a participa la o slujbă de rugăciune și reflecție pentru regina la Catedrala Llandaff. Arhiepiscopul Țării Galilor a rostit un discurs atât în engleză, cât și în galeză. Ceremonia a inclus și o rugăciune galeză, interpretată de cor și și harpisti. După slujbă, regele și regina consort s-au întâlnit cu publicul. Ei au vizitat apoi Senedd pentru a primi condoleanțe, iar regele s-a adresat parlamentului în engleză și galeză. La Castelul Cardiff, regele a avut o audiență cu primul ministru al Țării Galilor, Mark Drakeford. La castel, ei au ținut, de asemenea, audiențe cu persoane asociate cu patronatele lor regale și membri ai comunităților de credință, înainte de a se întâlni cu publicul în incinta castelului.
La Westminster Hall în cursul serii, regele și frații săi au repetat priveghiul pe care au l-au ținut anterior la Edinburgh. Au stat de veghe în cele patru colțuri ale catafalcului pentru 15 minute. Toți erau în uniformă militară, inclusiv prințul Andrew, căruia i sa acordat dispensa de a purta uniformă pentru această ocazie.

### 17 septembrie
La Palatul Buckingham, Regele i-a primit pe șefii Statului Major al Apărării. Apoi s-a întâlnit cu lucrătorii serviciilor de urgență la Camera de Operațiuni Speciale a Poliției Metropolitane, pentru organizarea unor aspecte ale funeraraliilor de stat a Reginei. Regele și Prințul de Wales au vizitat apoi coada pentru a vorbi cu participanții săi. Contele și Contesa de Wessex s-au întâlnit cu mulțimi în afara Palatului Buckingham. Guvernatorii generali ai domeniilor Commonwealth au participat la o recepție și un prânz la Palatul Buckingham, găzduite de Rege, Regina consort, Prințul și Prințesa de Wales, Contele și Contesa de Wessex, Prințesa Regală, Ducele și Ducesa de Gloucester, Ducele de Kent și Prințesa Alexandra. Regele a primit în audiență și pe primii miniștri din Canada, Australia, Bahamas, Jamaica și Noua Zeelandă.
Cei opt nepoți ai reginei – Prințul de Wales, Ducele de Sussex, Prințesa Beatrice, Prințesa Eugenie, Lady Louise Windsor, Vicontele Severn, Peter Phillips și Zara Tindall – au stat de veghe la catafalcul din Westminster Hall pentru 15 minute. La cererea regelui, atât Prințul de Wales, cât și Ducele de Sussex au purtat uniformă militară.

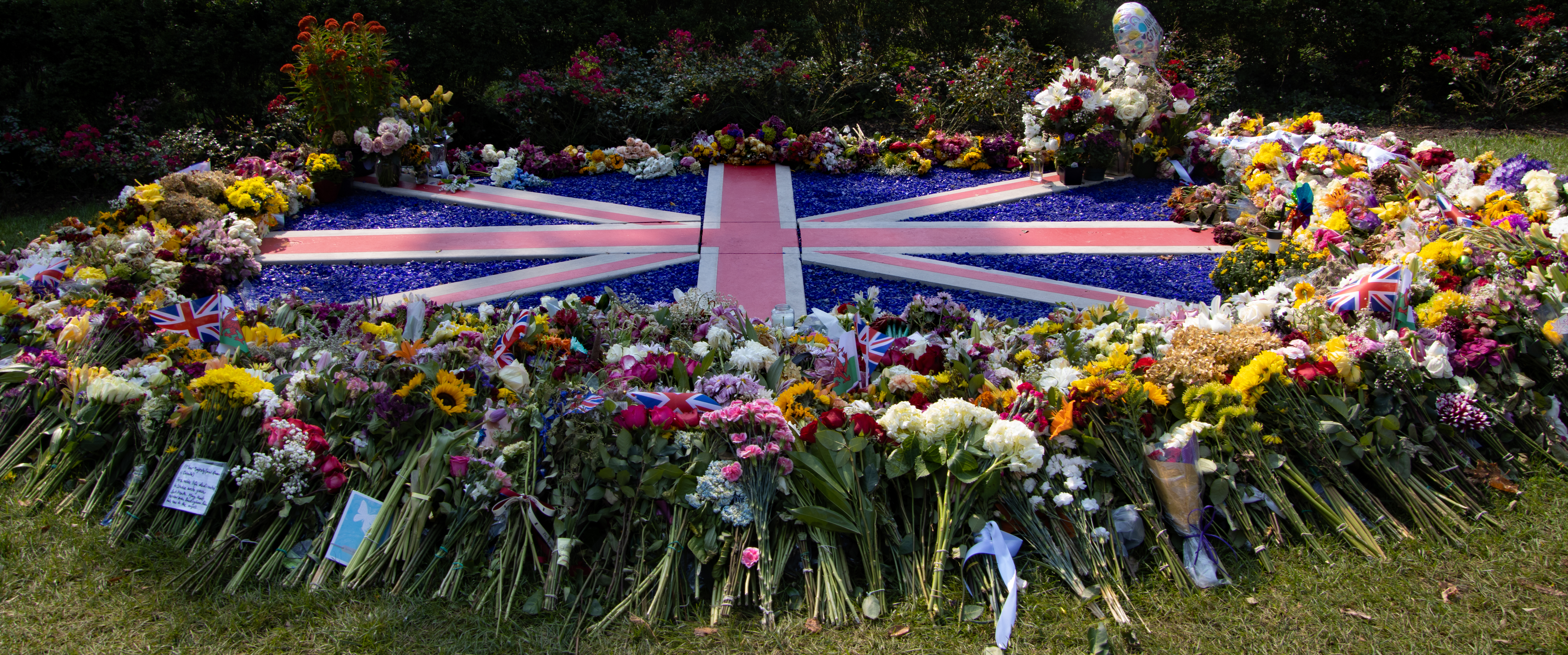
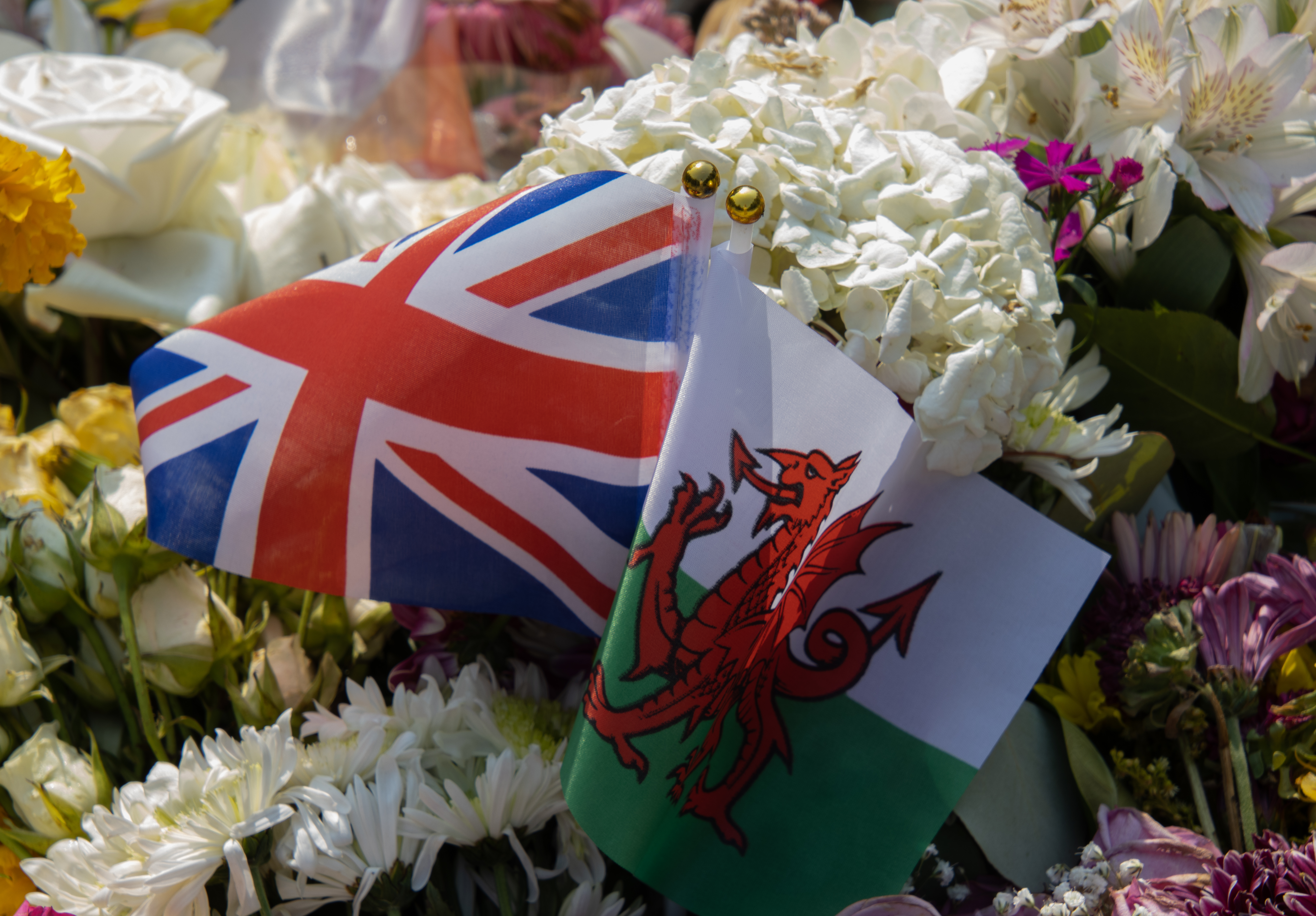

## Funeralii de stat

### Planificare
Planurile pentru moartea reginei au existat într-o anumită formă încă din anii 1960. Regina a fost consultată cu privire la toate detaliile incluse în planul ei de înmormântare. Ducele de Norfolk este responsabil de organizarea evenimentului.
Funeraliile de stat vor avea loc la Westminster Abbey la 11:00 BST la 19 septembrie 2022. Aceasta va marca pentru prima dată când slujba de înmormântare a unui monarh se ține la Westminster Abbey de la regele George al II-lea în 1760, și prima înmormântare de stat în Marea Britanie de la cea a lui Winston Churchill în 1965. În ceea ce privește complexitatea planificării logistice, protocolului diplomatic și securității, înmormântarea reginei Elisabeta va fi cel mai mare astfel de eveniment din Marea Britanie de la funeraliile de stat ale lui Churchill, la care se așteaptă să participe până la 500 de demnitari străini, inclusiv șefi de stat. Au fost emise invitații pentru fiecare țară cu care Marea Britanie întreține relații diplomatice, cu excepția Rusiei, Belarusului și Myanmarului.
Prețurile hotelurilor au crescut în zilele dinaintea înmormântării de la Londra. Servicii de tren suplimentare vor fi puse la dispoziție în toată țara pentru a permite oamenilor să călătorească spre și dinspre Londra și să-și aducă omagiul.

### Procesiunea la Westminster Abbey
În ziua funeraliilor, sicriul a fost transportat de la Westminster Hall la Westminster Abbey cu ajutorul unui afet de tun a Marinei Regale. În conformitate cu tradiția pentru funeraliile de stat ale unui monarh de la cea a lui Eduard al VII-lea în 1910, trăsura a fost trasă de 142 de marinari ai Marinei Regale. Regele, Prințesa Regală, Ducele de York, Contele de Wessex, Prințul de Wales, Ducele de Sussex, Peter Phillips, Contele de Snowdon, Ducele de Gloucester, Sir Timothy Laurence, precum și membrii familiei regelui au mers în urmă. Familia regală non-activă, inclusiv Ducele de York și Ducele de Sussex, n-au purtat uniforme militare pentru funeraliile de stat. O coroană cu flori de rozmarin, stejar englezesc și mirt în nuanțe de auriu, roz, vișiniu aprins și alb, tăiate din grădinile Palatului Buckingham, Highgrove House și Clarence House a fost așezată pe sicriu cu o notă a regelui, „În memoria iubitoare și devotată. Charles R”.
Procesiunea din Londra a inclus aproximativ 3.000 de militari, s-a întins pe o milă și a inclus detașamente reprezentative ale forțelor Commonwealth, reprezentanți ai Forțelor Aeriene Regale, reprezentanți ai Armatei, reprezentanți ai Marinei Regale și reprezentanți ai Serviciilor Civile. Aproximativ un milion de oameni s-au înșirat pe străzile din centrul Londrei pentru a urmări evenimentul.

### Servicii funerare
Înainte de începerea slujbei, Clopotul tenor al abației a sunat o dată pe minut, timp de 96 de minute în total, un minut pentru fiecare an din viața reginei. Sicriul a fost purtat prin mănăstire în timp ce corul cânta. Slujba a început la ora 11:00 și a fost condusă de decanul de Westminster, David Hoyle, conform Book of Common Prayer din 1662. Lecțiile din Scriptură au fost citite de Patricia Scotland, secretarul general al Commonwealth-ului, și Liz Truss, prim-ministrul Regatului Unit, iar predica și lauda au fost ținute de arhiepiscopul de Canterbury. Rugăciunile au fost rostite de clerici din mai multe confesiuni creștine.
Muzica a inclus psalmul „Like as the hart” de Judith Weir și imnul „Who should separate us?” de James Macmillan, ambele scrise pentru înmormântare, precum și piese interpretate la încoronarea și nunta Reginei. Muzica a fost cântată de Corul Westminster Abbey și Corul Capelei Regale care au fost dirijite de James O' Donell.
Sfârșitul slujbei a inclus „Last Post” și o tăcere de două minute, urmată de „Reveille”. Imnul Național, urmat de bocetul cimpoiului „Dormi, dragă, dormi”, a marcat finalul ceremoniei. „Allegro maestoso” din Sonata pentru orgă în sol a lui Elgar a fost cântat după slujbă.

### Procesiunea la Arcul Wellington

Sicriul Reginei a fost dus la Arcul Wellington, vedere din InterContinental London Park Lane.

La 12:15, sicriul a fost dus într-o procesiune de la Westminster Abbey la Arcul Wellington. Procesiunea a fost condusă de Royal Canadian Mounted Police, urmată de reprezentanți ai forțelor armate din Australia, Canada și Noua Zeelandă, apoi reprezentanți ai Royal Air Force, armata britanică, Royal Navy și Royal Marines. A urmat sicriul Reginei, din nou pe afetul de tun tras de 142 de marinari ai Marinei Regale, urmată de Rege și de același grup de membri ai familiei regale ca și în procesiunile anterioare. Regina consort și alți membri ai familiei au urmat procesiunea în mașini. Big Ben a sunat în fiecare minut în timp ce procesiunea a continuat prin Broad Sanctuary, Parliament Square, Whitehall, Horse Guards Parade, Horse Guards Road, The Mall și Constitution Hill, iar tunurile au tras la fiecare minut în Hyde Park.  La Memorialul Victoria, Garda Regelui a dat un salut regal. Personalul palatului a așteptat în fața porților Palatului Buckingham pentru a-și aduce omagiul. La Arcul Wellington, sicriul a fost transferat cu un salut regal pe mașina funerar de stat pentru călătoria la Windsor. Mașina funerară a părăsit Londra spre Windsor la 13:30, însoțită de Prințesa Regală și Sir Timothy Laurence, trecând prin Queen's Gate, Cromwell Road și drumurile A4, A30 și A308.
Sicriul a ajuns în Windsor la ora 15:00. O procesiune finală a început pe Albert Road și prin Long Walk până la Capela St George și a inclus aproximativ 1.000 de militari. Aproximativ 97.000 de oameni s-au aliniat pe toată lungimea Long Walk. Poneiul iubit al reginei, Emma, a putut fi văzut pe marginea drumului, în timp ce sicriul se îndrepta spre Castelul Windsor. Ultimii doi Corgi ai monarhului, Muick și Sandy, au fost scoși și ei când sicriul a intrat în Quadrangle la Castelul Windsor. Regele și Familia regală s-au alăturat procesiunii din Quadrangle, în timpul căreia Sebastopol Bell și Clopotul Turnfew au sunat iar Royal Horse Artillery a tras cu tunuri de pe peluza de est a Castelului Windsor. La sfârșitul procesiunii, sicriul a fost dus la Capela Sf. George prin Treptele de Vest, cu garda de onoare formată din Batalionul 1 Grenadier Guards.

### Slujba de înmormântare
Mai multe drumuri și străzi au fost închise în Windsor înainte de slujba de înmormântare. O selecție de cântece s-au auzit înainte de începerea slujbei.
Slujba a început la ora 16:00 în prezența a 800 de invitați, inclusiv familia regală, membri ai casei regale, figuri regale străine și guvernatorii generali și prim-miniștri ai Commonwealth.  În timp ce sicriul Reginei își făcea drum prin capelă s-a cântat Psalmul 121. „Condacul rusesc al celor plecați” (cântat anterior la înmormântarea prințului Filip) a fost apoi interpretat de cor. Apoi corul a cântat imnul „Toată speranța mea asupra lui Dumnezeu este întemeiată”. Decanul de Windsor, care a condus slujba, a citit Apocalipsa 21, versetele 1–7, care au fost citite și la slujbele pentru înmormântările bunicilor Elisabetei, regele George al V-lea (1936) și  regina Maria (1953), precum și ale tatălui ei, regele George al VI-lea (1952). Rectorul de Sandringham, ministrul lui Crathie Kirk și capelanul din Windsor Great Park au rostit rugăciunile, care au fost urmate de motetul „Adu-ne, Doamne Dumnezeule, la ultima noastră trezire”.
Coroana Imperială a Statului, globul purtător de cruce al suveranului și sceptrul cu cruce al suveranului au fost luate de 
pe sicriu de către bijutierul Coroanei și așezate pe altar de Decanul de Windsor pentru a fi returnate în Turnul Londrei. La încheierea imnului final, „Christ Is Made the Sure Foundation”, Regele a pus steagul reginei pe sicriu. Lordul Șambelan a rupt simbolic bastonul și a așezat jumătățile deasupra sicriului, un gest simbolic pentru a semnifica sfârșitul domniei sale. Sicriul a fost apoi coborât în cripta regală, în timp ce decanul de Windsor a citit Psalmul 103 și Lauda. Slujba a continuat cu pronunțarea titlurilor regretatei regine urmată de plânsul „A Salute to the Royal Federsmith” interpretat de Sovereign’s Piper, pronunțarea titlurilor noului suveran și binecuvântarea de către arhiepiscopul de Canterbury. Intonarea imnului național a marcat sfârșitul ceremoniei. „Preludiul și fuga în do minor, BWV 546” de Bach a fost interpretat după slujbă.

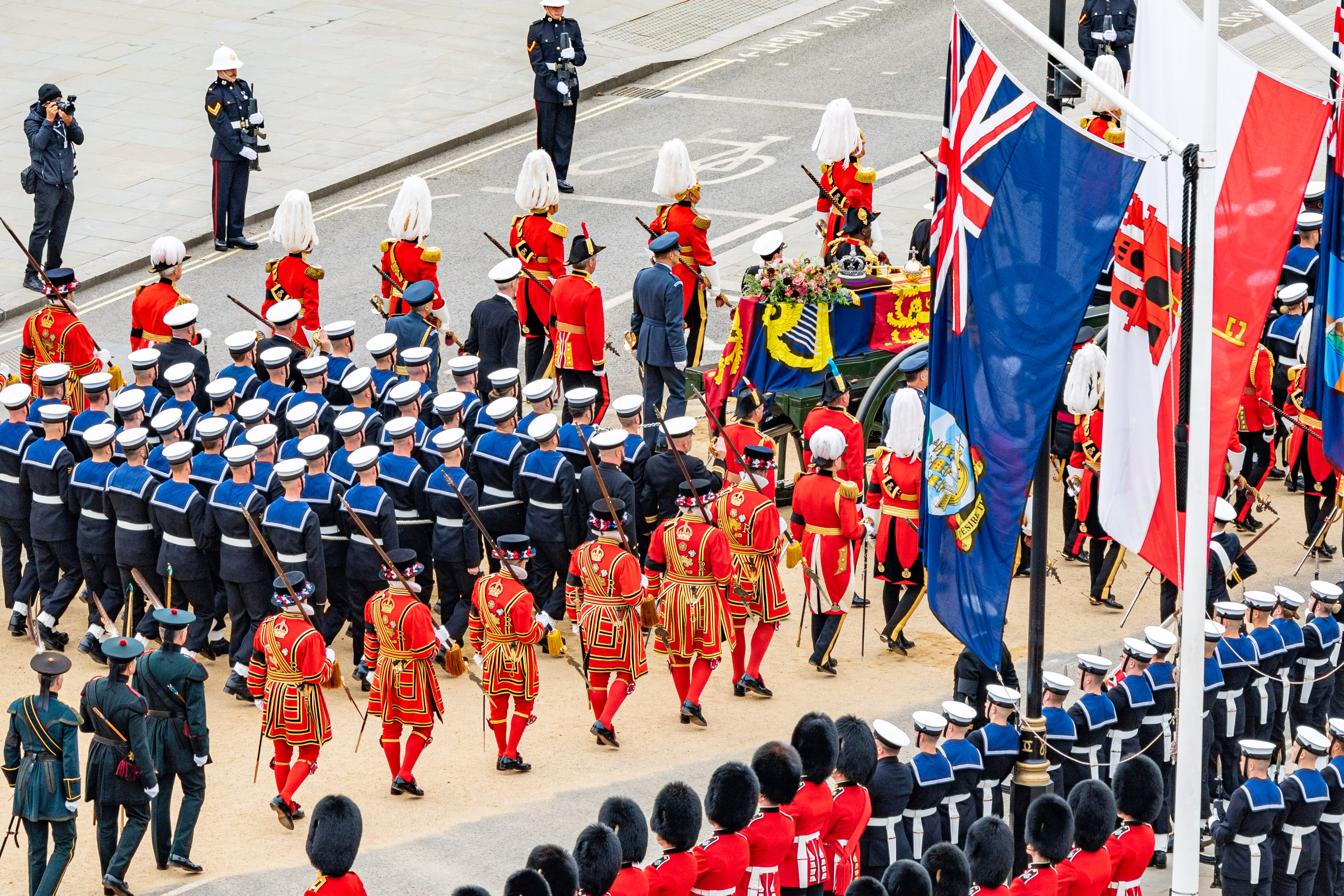
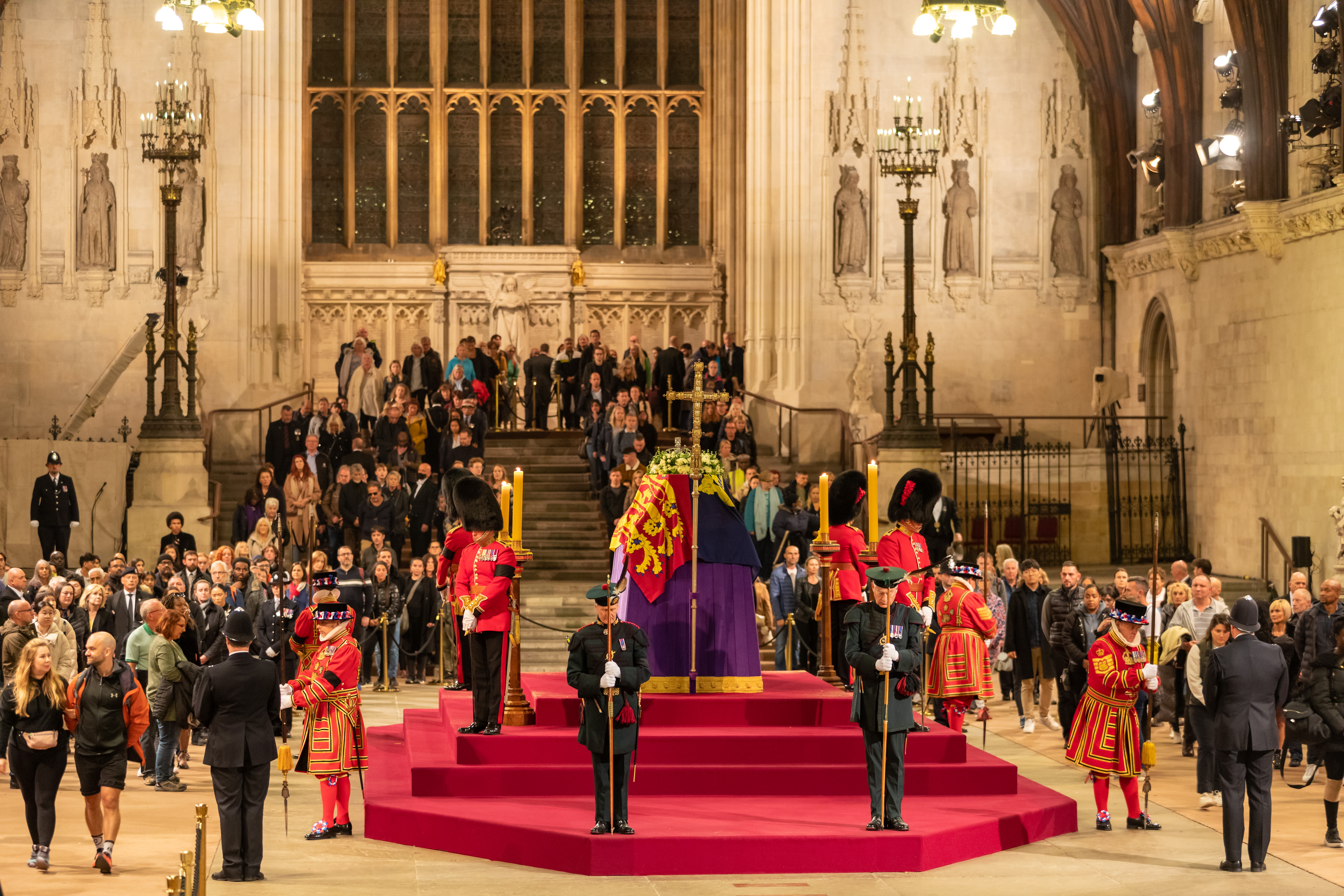

## Organizare și media

### Participare
Aproximativ 500 de șefi de stat și demnitari străini au fost prezenți la ceremonia de înmormântare de la Westminster Abbey, la care au participat în total 2.000 de persoane.
Din cauza numărului limitat de locuri, șefii de stat au fost însoțiți doar de soții și li s-a cerut să-și păstreze delegațiile cât mai mici. Înainte de înmormântarea de stat, guvernul Regatului Unit a emis linii directoare pentru demnitarii care au fost invitați la eveniment, îndemnându-i să folosească zboruri comerciale, deoarece aeroportul Heathrow nu va putea găzdui numărul mare de zboruri private. Cei care vor avea zboruri private au primit instrucțiuni să aterizeze pe alte aeroporturi.  În plus, ghidul îi îndeamnă pe șefii de stat și pe oaspeți să nu folosească mașini private pentru călătorii în ziua înmormântării, indicând în schimb că oaspeții vor fi transportați la un loc separat din Londra, unde guvernul va „furniza transport cu autocarul de la un punct central de adunare către Westminister Abbey”. Un purtător de cuvânt al prim-ministrului Liz Truss a spus că „aranjamentele pentru diferiți lideri vor varia” și că documentele au fost doar orientative. Președintele american Joe Biden și prima doamnă Jill Biden, de exemplu, nu au luat un autobuz comun; ei au mers la Westminster Abbey pentru înmormântare în mașina de stat prezidențială. Președintele Israelului Isaac Herzog și vicepreședintele Chinei Wang Qishan au fost de asemenea duși la eveniment prin alte mijloace. Mulți demnitari au fost prezenți la o recepție a regelui la Palatul Buckingham în ajunul înmormântării, iar toți oaspeții internaționali au fost invitați să participe la o recepție găzduită de secretarul de externe James Cleverly după slujba de înmormântare.

### Securitate
Aproximativ 10.000 de ofițeri de poliție sunt de așteptat să fie de serviciu în fiecare zi la Londra în timpul perioadei de doliu, în ceea ce a fost descris drept „cea mai mare operațiune de securitate întreprinsă vreodată” de către Poliția Metropolitană. MI5 și GCHQ au lucrat în colaborare cu poliția anti-terorism și cu Poliția metropolitană pentru a asigura securitatea înmormântării.  Ofițerii de poliție călare vor asigura o parte din securitatea în Windsor cu ajutorul dronelor care înregistrează activitățile la sol. Poliția navală a anunțat că va introduce noi patrule pe apă pentru observarea căilor navigabile aglomerate înainte de înmormântare. Ofițerii și câinii lor vor patrula, de asemenea, diferite zone din Windsor, căutând obiecte suspecte în cutii telefonice, canale de scurgere și pubele. Consiliul Local Westminster și-a trimis echipa „Clean Streets” pentru a curăța diferite zone din centrul Londrei.

### Cost
Costurile de înmormântare sunt plătite de guvernul britanic. Costul total nu a fost publicat, dar este de așteptat să depășească cei 5,4 milioane de lire sterline plătite pentru înmormântarea reginei-mamă Elisabeta.

## Reacții

### Familia regală
Regele Charles al III-lea a adus un omagiu mamei sale într-un discurs în dimineața următoare decesului:
„   Dragei mele mame, acum, când îți începi ultima mare călătorie, la finalul căreia te vei alătura dragului meu tată, vreau să-ți spun doar atât: Mulțumesc! Îți mulțumesc pentru dragostea, pentru devotamentul față de familia și țara noastră și față de popoarele pe care le-ai servit cu atâta energie în atâția ani. Fie care îngerii să te conducă spre odihna veșnică!”
Regele, împreună cu Prințesa Anne și Prințul Edward, au adus un omagiu mamei lor în programul special BBC One A Tribute to Her Majesty The Queen. La 10 septembrie, Prințul William a emis o declarație, aducându-i un omagiu bunicii sale, pe care a descris-o drept o „regină extraordinară”. La 12 septembrie, Prințul Harry a emis o declarație, descriindu-și bunica ca fiind o „busolă călăuzitoare” în datorie și serviciu. La 13 septembrie, Prințesa Anne a emis o declarație, mulțumind publicului pentru mesajele lor și descriind oportunitatea de a însoți sicriul mamei sale de la Balmoral la Londra drept „o onoare și un privilegiu”. La 16 septembrie, Prințul Edward a emis o declarație, mulțumind publicului pentru sprijinul acordat, deoarece moartea reginei a lăsat „un gol de neimaginat în toate viețile noastre”. La 17 septembrie, prințesa Beatrice și prințesa Eugenie și-au descris bunica drept „un lider remarcabil”. La 18 septembrie, Prințul Andrew a emis o declarație, lăudând compasiunea, grija și încrederea mamei sale, pe care „le voi păstra pentru totdeauna”. Regina consort a adus un omagiu soacrei ei în programul special BBC One Eve of the State Funeral.
Într-o declarație scrisă la 18 septembrie, regele a mulțumit publicului pentru sprijinul acordat, iar o fotografie nevăzută anterior a reginei din mai 2022 a fost publicată de Palat.

### Alte reacții

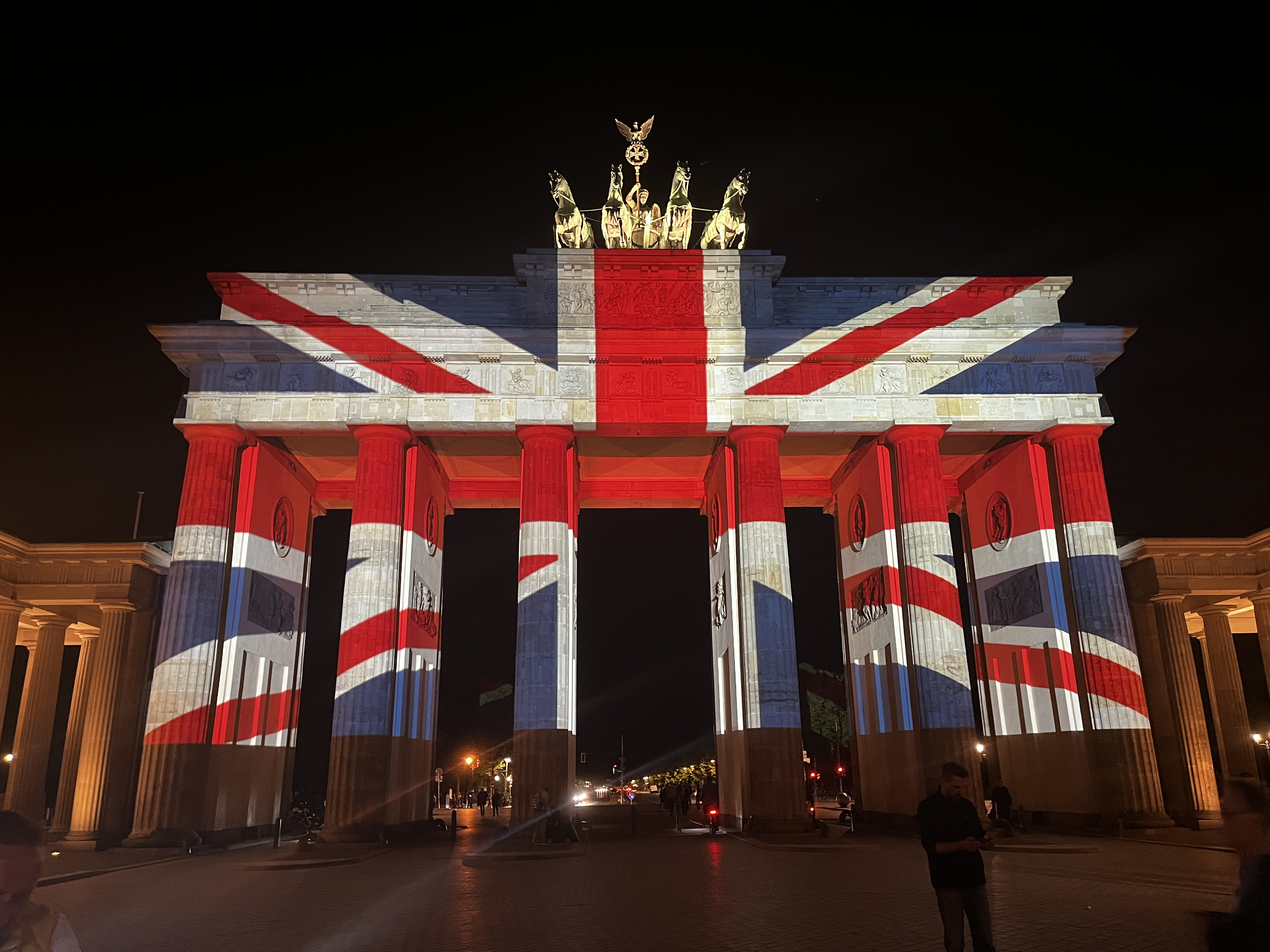
Brandenburg Gate iluminată după anunțul decesului regnei

Diferiți lideri politici și șefi de stat și de guvern, precum și membri ai regalității, au transmis mesaje de condoleanțe. Sute de oameni s-au adunat în afara porților Palatului Buckingham din Londra în momentul anunțului. Mulți alții au folosit rețelele sociale pentru a posta condoleanțe și omagii atât reginei, cât și familiei regale britanice. Omagii florale au fost lăsate la porțile Palatului Buckingham, Castelul Windsor, Casa Sandringham, Castelul Balmoral, Palatul Holyroodhouse, Castelul Hillsborough și Casa Highgrove.  Numeroase cărți de condoleanțe au fost înființate la biblioteci și birouri ale consiliilor din Marea Britanie. Pe lângă flori, cei îndoliați au lăsat în diferite locații replici ale Ursulețului Paddington, jucării de pluș Corgi, ursuleți, baloane, ceea ce a determinat Parcurile Regale să emită o declarație prin care le-a cerut celor îndoliați să lase doar flori neîmpachetate, „material organic sau compostabil”, în interesul sustenabilității.
Roata din Londra și-a redus luminile în seara morții ei. Steaguri de la Parliament Hill din Ottawa și Clădirea Capitoliului și Casa Albă din Washington, D.C. au fost coborâte în bernă în onoarea ei. Empire State Building din New York s-a iluminat în violet și argintiu, Turnul Eiffel din Paris s-a întunecat la miezul nopții, iar pe Opera din Sydney a fost proiectată imaginea reginei. Panouri publicitare de la Piccadilly Circus, Turnul BT și Times Square au arătat omagii aduse reginei, precum și ecrane publicitare pe partea laterală a stațiilor de autobuz din Londra. Multe personalități din întreaga lume au adus un omagiu reginei Elisabetei a II-a.

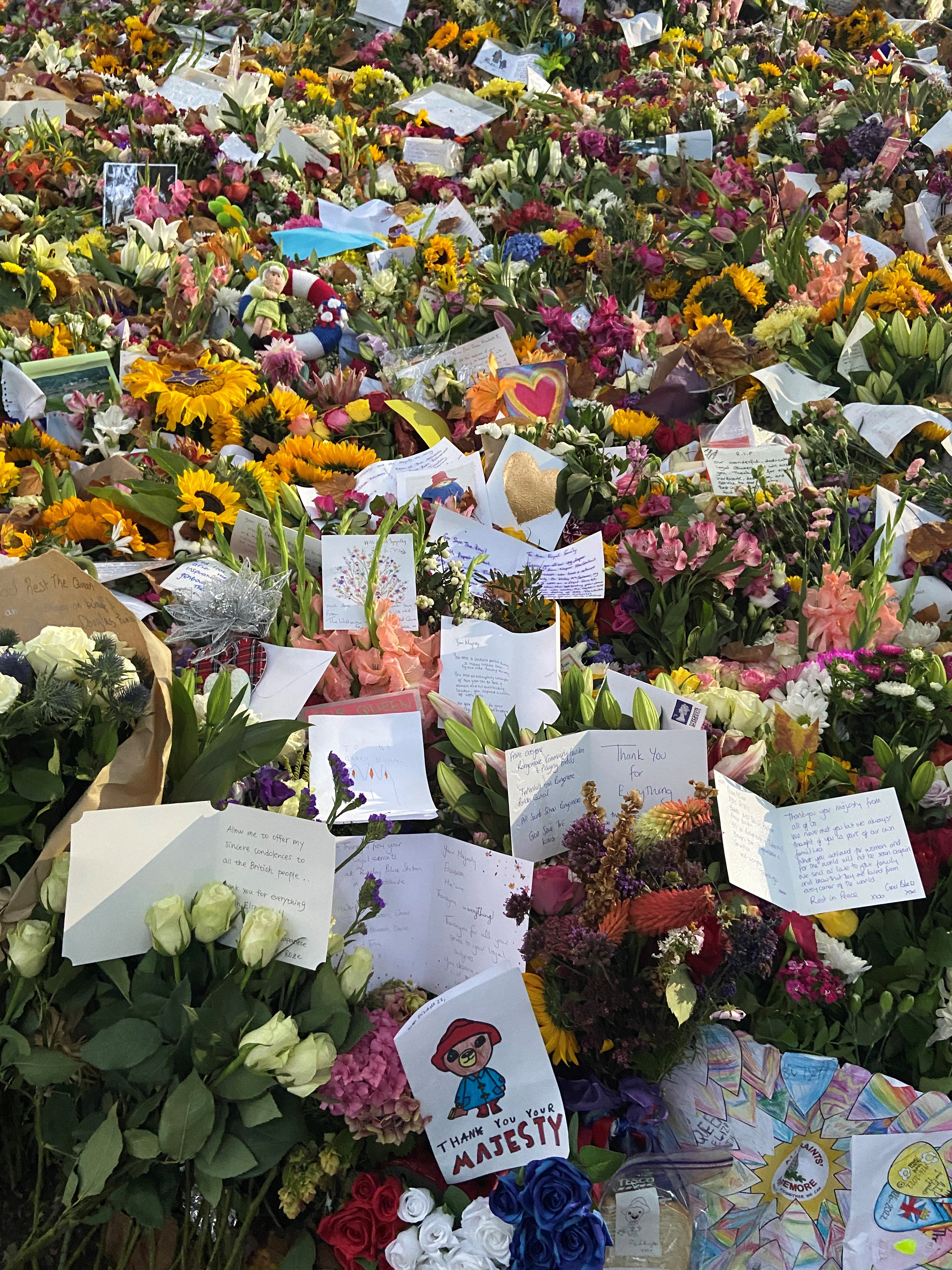
Omagii florale în memoria reginei în Green Park, Londra.

Google și-a modificat logo-ului companiei care este foarte colorat în mod normal, cu o versiune gri. National Memorial Arboretum a înființat cărți de condoleanțe și a anunțat că vor fi aduse tributuri reginei cu o lectură specială la Millennium Chapel. La Blackpool Illuminations, un festival al luminilor, luminile au fost stinse în semn de respect și vor fi din nou stinse în noaptea înmormântării. Turnul Blackpool afișează culorile roșu, alb și albastru pe tot parcursul perioadei de doliu. Biserica St Laurence din Ludlow, Shrewsbury Abbey și Leeds Minster au ținut slujbe de pomenire. Un recviem a avut loc la Catedrala St Edmundsbury la 10 septembrie. Catedrala din Worcester și-a extins orele de deschidere pentru ca publicul să-și poată aduce omagiul. Rotherham Minster va ține o slujbă de pomenire pentru regina la 17 septembrie, iar Catedrala Sheffield va ține o slujbă similară în ajunul înmormântării ei.
Last Night of the Proms și Mercury Prize s-au numărat printre evenimentele care au fost anulate, în timp ce Royal Opera House a anunțat că nu va continua cu seara de deschidere a uneia dintre noile lor producții și că nu va funcționa în ziua funerariilor de stat.  Mai multe sindicate responsabile de organizarea grevelor lucrătorilor poștali și ale personalului feroviar au anunțat că își vor amâna acțiunile „din respect pentru serviciul ei pentru țară și familia ei”. De asemenea, Congresul Sindicatelor și-a anulat conferința anuală în semn de respect.
Numeroase evenimente sportive au fost amânate sau suspendate din 8 septembrie până cel puțin pe 11 septembrie, inclusiv toate meciurile de fotbal din țară. Unele evenimente au continuat, dar cu un moment de tăcere înainte de joc și toți jucătorii purtând banderole negre. Evenimentele de curse de cai din ziua înmormântării au fost, de asemenea, anulate.
Poetul laureat, Simon Armitage a publicat un poem comemorativ „Omagiu floral” la 13 septembrie 2022; acesta ia forma unui dublu acrostih în care literele inițiale ale rândurilor fiecăruia dintre cele două versuri ale sale formează cuvântul „Elizabeth”.
Republicanismul din Commonwealth a crescut în popularitate după moartea Elisabetei, în special în Australia și Jamaica.

### Linia Elizabeth

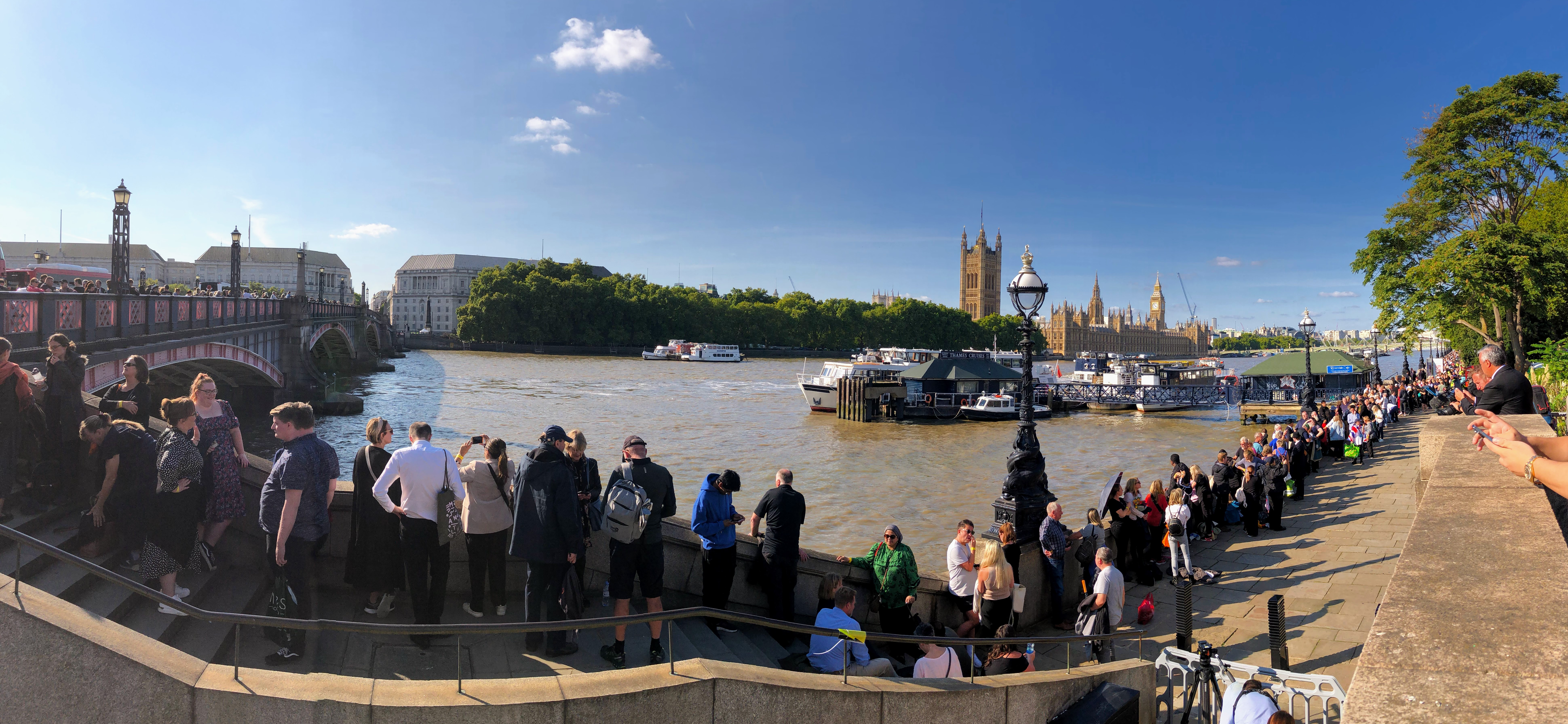
Coada de-a lungul Albert Embankment și traversând Podul Lambeth în după-amiaza zilei de 14 septembrie 2022

„Linia Elizabeth” a fost denumită coada formată cei îndoliați care au dorit să trecă pe lângă sicriul reginei Elisabeta a II-a în timp ce se afla la Palatul Westminster în zilele dinaintea înmormântării ei.
Coada principală oficială are o lungime totală maximă de 16 kilometri, moment în care timpul de așteptare este de aproximativ 24 de ore. Există, de asemenea, o coadă separată mai scurtă pentru persoanele cu dizabilități sau afecțiuni pe termen lung. Membrii Parlamentului, membrii Camerei Lorzilor și majoritatea personalului parlamentar n-au fost nevoiți să stea la coadă.
Linia Elizabeth începe la Westminster Hall, înaintea căreia există un punct de control de securitate. Apoi duce în Victoria Tower Gardens, unde barierele creează o serie de zigzaguri. Coada traversează apoi râul Tamisa la Podul Lambeth și urmează malul sudic în aval, trecând pe lângă podurile Westminster, Hungerford și Golden Jubilee, Waterloo, Blackfriars, Millennium, Southwark, Londra și Tower bridges. Sfârșitul cozii când este la capacitate maximă este Southwark Park. Traseul trece pe lângă mai mult de 500 de toalete portabile, precum și opt stații de prim ajutor și mai multe stații de apă.
Coada a început în dimineața devreme a zilei de 14 septembrie 2022 și creșterea sa a continuat pe tot parcursul zilei. Odată ce coada a atins capacitatea maximă și a fost închisă temporar, s-a format o coadă secundară, neoficială, pentru a se putea intra în coada principală. Guinness World Records a confirmat că evaluează amploarea cozii și a mulțimilor și dacă acesta constituie un record global și istoric. Regele Charles al III-lea și William, Prințul de Wales au vizitat coada pentru a vorbi cu participanții săi sâmbătă, 17 septembrie. Mai multe celebrități au stat la coadă pentru a-și aduce omagiul, printre care David Beckham și Sharon Osbourne 

### Proteste
Două persoane au fost arestate în Scoția pentru infracțiuni de ordine publică după ce au protestat împotriva monarhiei în timpul evenimentelor legate de decesul reginei. Un protest tăcut la care au participat 100 de persoane a avut loc în fața Castelului Cardiff în timpul vizitei regelui în capitala Țării Galilor, la 16 septembrie. Pe lângă pancarte care chemau la abolirea monarhiei, protestatarii au ținut steaguri cu emblema lui Owain Glyndwr. Protestul a fost parțial împotriva anunțului imediat al noului rege că fiul său cel mare va lua titlul de Prinț de Wales. A fost condus de diferite grupuri de sindicaliști, republicani și grupuri de independență galeze, sub stindardul „Real Democracy Now”.